# Апама IV
Апама (др.-греч.  Ἀπάμα; II век до н. э.) — супруга царя Вифинии Прусия II.

## Биография
Имя Апамы известно из найденной в Пирее надписи. Её отцом был царь Македонии Филипп V.
Между Македонией и Вифинией в первой половине 70-х годов II века до н. э. были возобновлены активные внешнеполитические связи, нашедшие своё отражение в династическом браке сестры Персея с Прусием II. При этом, по свидетельству Тита Ливия, инициатива в этом вопросе исходила от правителя Вифинии.
У супругов родился сын, будущий Никомед II.
Впоследствии Прусий женился на дочери Диэгила, царя фракийского племени кенов. Как и владыка Вифинии, Диэгил находился во вражде с пергамским царём, что не могло не способствовать их сближению. По предположению историка О. Л. Габелко, брак был заключён в первой половине 60-х годов. С Апамой к этому времени Прусий либо развёлся, или её положение при дворе серьёзно ухудшилось, если предположить существование полигамии у вифинских правителей. Находясь уже в преклонном возрасте, Прусий безуспешно пытался передать трон не старшему сыну, а кому-то из детей от второй жены.